# フィデル・カストロ暗殺未遂事件

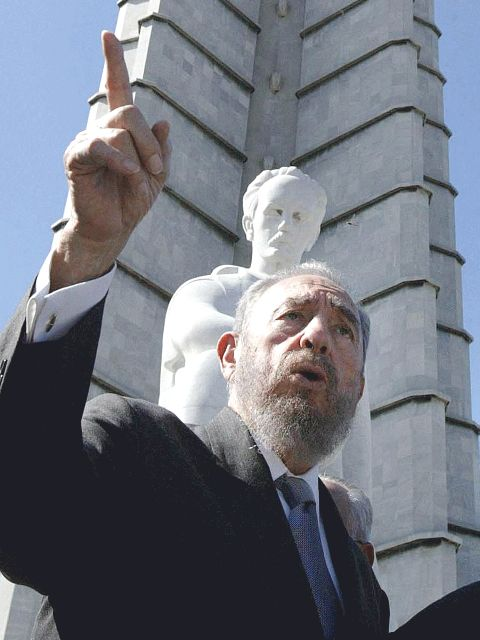
革命広場（ハバナ）にあるホセ・マルティ記念碑の前で演説するフィデル・カストロ

フィデル・カストロ暗殺未遂事件（フィデル・カストロあんさつみすいじけん）では、キューバにて1976年より2008年まで国家評議会議長（国家元首）兼閣僚評議会議長（首相）を務めたフィデル・カストロに対する暗殺未遂事件を扱う。未遂事件は国家元首就任時から、腸炎の療養に伴い弟のラウル・カストロへ議長職を暫定委譲（その後2008年2月24日、国家評議会議長に選出）し一線を退いた2006年まで638件にも上り、「暗殺されそうになった回数が最も多い人物」として、2011年にギネスブックへの掲載が決まった。

## 概要
アメリカ合衆国は第二次世界大戦後、極秘裏に海外の要人に対する暗殺、ないしは暗殺未遂事件に関与した。しかしながら同国政府は長期間にわたり、国際連合憲章に抵触するこうした計画の認知を拒否してきた。例えばリチャード・ヘルムズ中央情報局（CIA）長官（当時）は1972年3月5日、「我が職員により行われたり、支援されたり、提案されたような活動または作戦は存在しない」と宣言している。
だが、1975年にアメリカ合衆国上院は「諜報活動に関する政府の作戦を究明するための上院秘密委員会」を召集した（アイダホ州選出のフランク・チャーチ上院議員が議長を務めたことから「チャーチ委員会」とも）。CIA並びにその他政府機関が暗殺関連の意思決定をしている最中に、口実を付けては否認していたことが、委員会にて暴露されてゆく。
部下らは暗殺計画についての証拠隠滅を図ることにより、上司の責任を故意に隠蔽した一方で、連絡の際に婉曲語句や暗号を用いて、当該活動を暗黙のうちに支持していたという。

## 内容
チャーチ委員会では、CIAが1960年から1965年にかけて8件の暗殺未遂事件を起こしていたと発表した:71。フィデル・カストロの護衛に当たっていたファビアン・エスカランテキューバ反諜報庁元長官は、CIAによる暗殺計画または暗殺未遂事件を638件と推計している。いずれにせよ、CIAなり合衆国政府機関が暗殺計画に手を染めていた事実は揺るがない。
そのうちいくつかはCIAが極秘裏に実行した、キューバ政府打倒を目的とするキューバ計画（マングース計画とも）の一環とされる。タバコにボツリヌス菌を染み込ませる、スクーバダイビングスーツにバクテリアを注入する、海底に偽装爆弾を仕掛けた巻貝を置く、「ブラックリーフ40」なる劇薬を入れた注射針を仕掛けたボールペンを作製するなど、その手法はまさにマフィアそのものであった。また、カストロがキューバのアーネスト・ヘミングウェイ博物館を訪れた際にも、爆殺計画が存在した。
2006年にはイギリスの公共テレビ局チャンネル4にて、ドキュメンタリー映画『カストロ殺害638の方法』が放映され、計画の一部が日の目を見ることとなる。これら暗殺未遂事件のうち1件は、1959年に知り合った元恋人のマリタ・ローレンツによるものであった。ローレンツはCIAの工作員とされ、毒薬を盛ったコールドクリームの瓶をカストロの部屋へこっそり持ち込もうとしたという。カストロがその事実を知るや、ローレンツに銃を渡し自身を殺害するようにと言ったものの、結局は至らなかったと伝えられる。
殺人ではなく誹謗中傷を目的としたものもある。例えばタリウム塩を用いて顎髭を抜け落とさせたり:30、 ラジオ局のスタジオにLSDを噴霧し、放送中に人事不省に陥らせイメージダウンを図るなどであった。そのような中でもカストロはかつて、数多くの暗殺未遂事件に関し、「続行中の暗殺未遂事件がオリンピックのイベントであれば、私は金メダルを獲得しているであろう」と述べている。
幾度もの暗殺未遂を切り抜け、カストロは2016年11月25日に90歳で老衰より死去。

## 年譜
合衆国政府が機密解除した文書によると、ケネディ政権はCIAに強圧を掛け、「カストロ問題」の解決を迫ったという。ケネディ大統領に対する好印象を作り上げるのを目的に、驚く程多くの暗殺計画が立案された:25。CIAや国防総省、国務省を巻き込みつつ以下の暗殺計画は5段階に分けられてゆく:24–25。
- 1960年8月以前
- 1960年8月から1961年4月まで
- 1961年4月から同年末まで
- 1961年末から1962年末まで
- 1962年末から1963年末まで

### マフィアの関与
2007年に機密解除されたCIAの文書によると、1件の暗殺未遂事件についてはケネディと関係の深いサルバトーレ・ジアンカーナをはじめジョン・ロッセーリやサント・トラフィカンテといった、高名なアメリカ人ギャングが関与。ピッグス湾事件発生前の出来事であった。
シカゴ・アウトフィットでアル・カポネの後継者を務めており、ケネディの大統領選挙の不正にも手を貸したジアンカーナや「マイアミ・シンジケート」の首領トラフィカンテ（当時両者とも連邦調査局の指名手配犯であった）は、フィデル・カストロ暗殺の可能性についてCIAと密に接触。「ラスベガス・シンジケート」に属していたロッセーリはマフィアの首領との接触に利用されることとなる。
CIAからの仲介者は、キューバで複数の国際ビジネスに当たっていたが、亡命を余儀無くされたというロバート・マヒューであった。マヒューは1960年9月14日、ニューヨーク市内のホテルでロッセーリに会い、カストロの「除去」を目論み15万ドルをロッセーリに提供。マヒューの仲間と言ってはいたものの、実際にはCIAの作戦支援部隊の隊長であったジェームズ・オコンネルが、密会の場に立ち会っていたという。
しかし機密解除された文書では、ロッセーリやジアンカーナ、トラフィカンテが計画のために提供された資金を受け入れたかどうかは、明らかにされていない。CIAのファイルによると、カストロの食料や飲料に毒物を混入するよう提案したのは、ジアンカーナであったという。CIA技術サービス部が製造したそのような毒物は、ジアンカーナから推薦を受けたフアン・オルタという人物に与えられている。なおジアンカーナは、オルタをカストロと接触していたキューバ政府の要人として推薦。伝えられるところによると、オルタはカストロの食料への毒物混入未遂事件を複数起こした後、計画からの離脱を突然要求、名前は不明だが他の参加者に引き継いだという。
その後、ジアンカーナやトラフィカンテはアンソニー・ベノナ博士を巻き込んで、第2の暗殺未遂事件を実行することとなる。ベノナはキューバ亡命軍事政権の首班を務めていたが、トラフィカンテによると「軍事政権という明らかにうだつの上がらない組織に不満を抱いていた」とされる。ベノナは費用として1万ドルと1000ドル相当の通信手段を要求。しかしながら、暗殺未遂はピッグス湾事件発生により延期されたため、どの位の期間行われたかどうか明らかではない。

## 影響
CIAはカストロ以外にも、ラファエル・トルヒーヨやパトリス・ルムンバ、ゴ・ディン・ジエムといった海外の要人の暗殺にも関わっていたとして批判を受けてきた。チャーチ委員会では暗殺を外交の手段として用いることを峻拒しており、こうした事態を「アメリカの信念や国際秩序、道徳性にそぐわない」と述べている:1。
連邦議会には同様の事態を二度と起こさないよう、関連法案の作成を求めたものの、立案にさえ至っていない。ただしジェラルド・フォード大統領は1977年、「合衆国政府は何人たりとも、暗殺に携わるか陰謀を企む者を利用しない」ことを謳った大統領命令11905を発布した。